# Eophona
Die Eophona sind eine Gattung der Unterfamilie der Stieglitzartigen. Lediglich die beiden Arten Maskenkernbeißer und Weißhand-Kernbeißer werden dieser Gattung zugerechnet. Beide Arten werden von der IUCN als nicht gefährdet eingeordnet.

## Merkmale
Die beiden Arten der Gattung Eophona sind kräftig gebaute, kompakte Singvögel. Der Maskenkernbeißer erreicht eine Körperlänge von 23 bis 24 Zentimetern. Der Weißhand-Kernbeißer ist etwas kleiner und erreicht eine Körperlänge von 20 Zentimetern. Beide Arten weisen einen Geschlechtsdimorphismus auf. Beim Maskenkernbeißer ist das Weibchen lediglich etwas matter gefärbt. Beim Weißhand-Kernbeißer ist der Kopf, der bei den Männchen beider Arten schwarz ist, beim Weibchen grau. Beide Arten haben die für Kernbeißer so charakteristischen kräftigen, kegelförmigen Schnäbel. Beim Maskenkernbeißer ist dieser leuchtend gelb. Beim Weißhand-Kernbeißer ist dieser kräftig orange mit einer schwarzen Spitze und einem weißlich graublauen Rand an der Schnabelbasis.

## Verbreitungsgebiet und Lebensraum
Beide Arten der Gattung Eophona sind in ihrer Verbreitung auf Asien beschränkt. Sie kommen vom Südosten Sibiriens bis zur Mandschurei und dem Norden Japans, Korea, China, Birma und im Norden von Laos und Vietnam vor. Beides sind Arten der Mittelgebirge und Gebirge. Sie bewohnen Laub-, Misch- und Nadelwälder.

## Haltung in menschlicher Obhut
Sowohl der Maskenkernbeißer als auch der Weißhand-Kernbeißer spielen in der Ziervogelhaltung eine kleine Rolle. Sie wurden schon im 19. Jahrhundert nach Europa importiert.

## Arten
Die folgenden zwei Arten werden zur Gattung Eophona gerechnet:
- Weißhand-Kernbeißer (E. migratoria)
- Maskenkernbeißer (E. personata)

## Belege